# David Gregory
David Gregory FRS (Aberdeen (Escócia), 3 de junho de 1659 — Maidenhead, 10 de outubro de 1708) foi um matemático e astrônomo escocês.
Foi professor de matemática na Universidade de Edimburgo, professor da Cátedra Saviliana de Astronomia da Universidade de Oxford e referenciador da obra Philosophiae Naturalis Principia Mathematica de Isaac Newton.

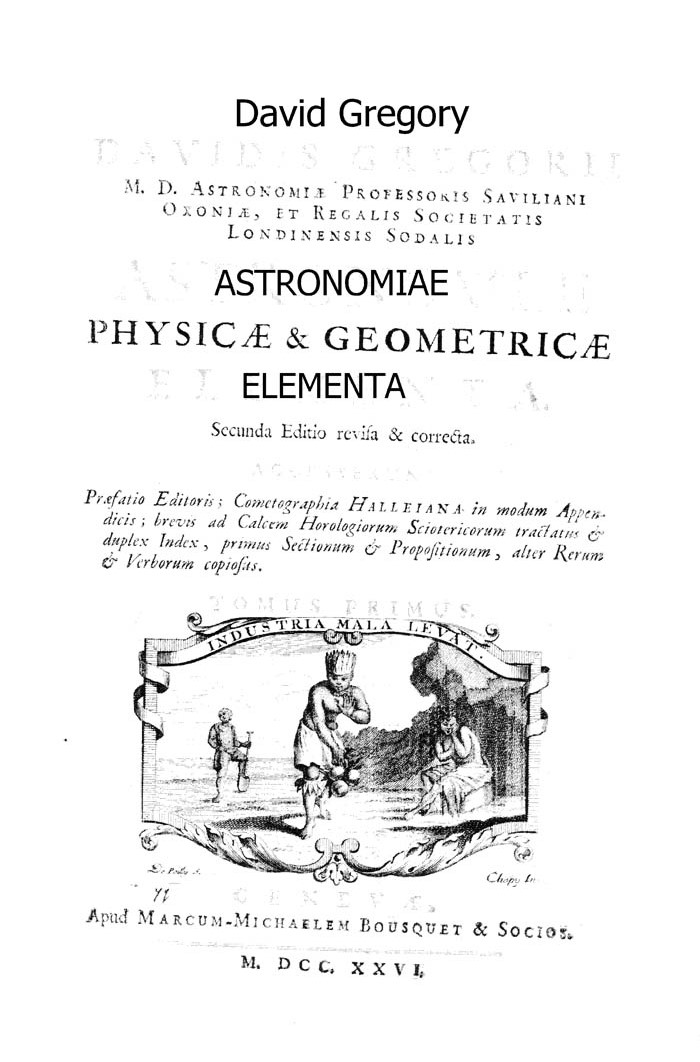
Astronomiae physicae et geometricae elementa, 1726